# Moravany (Hodonín)
Moravany (in tedesco Morawan) è un comune della Repubblica Ceca facente parte del distretto di Hodonín, in Moravia Meridionale.